# Mitrobarzanes II d'Armènia Sofene
Mitrobazanes o Mithrobarzanes (II) d'Armènia Sofene (mort l'any 69 aC) fou un general de Tigranes II d'Armènia.
Del fet de la similitud de nom, Cyrille Toumanoff emet la hipòtesi que Mitrobarzanes o Mithrobazanes, el general de Tigranes II d'Armènia, era membre de la dinastia dels reis de Sofene i que regia aquesta contrada com a virrei artàxiada.
En el moment de l'ofensiva del general romà Lucul·le amb 18 000 legionaris i 3 000 cavallers sobre la capital armènia Tigranocerta, Tigranes II va enviar un dels seus generals, Mitrobarzanes, amb un petit cos d'infants recolzats per 3 000 cavalls a l'encontre de l'atacant. Mitrobarzanes va morir en la lluita i el seu exèrcit fou destruït en una trobada amb el llegat romà Sextili.